# Gerd Laudert
Gerd Laudert (* 1954 in Oberdiebach bei Bacharach am Mittelrhein; Familienname 1981–2010: Laudert-Ruhm) ist ein deutscher Heilpädagoge, Grundschullehrer und Sachbuchautor.

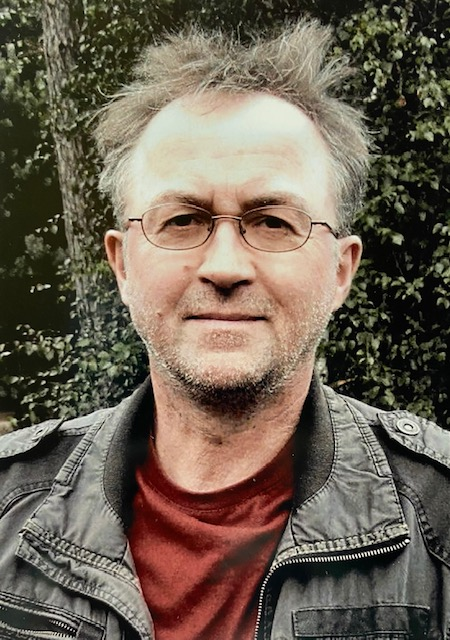
Gerd Laudert (2013)

## Leben und Werk
Aufgewachsen im Rheinland, studierte Gerd Laudert Heilpädagogik und arbeitete nach seiner Diplomierung kurzzeitig in einer Tagesbildungsstätte und einem Sonderkindergarten der Lebenshilfe. Anschließend nahm er in Göttingen ein Lehramtsstudium in den Fächern Deutsch und evangelische Religion auf und unterrichtete ab 1985 als Grundschullehrer im Landkreis Soltau-Fallingbostel (jetzt Landkreis Heidekreis).
Seit 1996 veröffentlicht Laudert Sachbücher, zuerst drei berufsbezogene Titel zu theologisch-religionspädagogischen Themen, die ein Basiswissen über den historischen Jesus von Nazareth (1996 und 2002) behandeln sowie ein Plädoyer zur Reform des Religionsunterrichts in Deutschland (2009) vorstellen. Auf seiner 2012 eingerichteten Website sprach er sich in diesem Zusammenhang auch für ein ethisch-religionskundliches ordentliches Lehrfach (Pflichtfach) an Grundschulen aus. Weitere Buchveröffentlichungen von ihm thematisieren persönliche Erfahrungen (Tod/Partnerverlust, 2000; Umgang mit Trauer, 2005) oder sind Biografien zu Personen der Zeitgeschichte (2019, zwei im Jahr 2022), seit 2022 auch als Selbstpublikationen über Books on Demand.
Seit 2014 publiziert Gerd Laudert zudem als Mitglied in einem regionalen Geschichtsverein (Bacharach/Viertäler) zu regional-, literatur- und politisch-zeitgeschichtlichen Themen, so auch u. a. zu Heinrich Heine (2018) und Karl Marx (2018, 2022).

## Mitgliedschaften
- Verein für die Geschichte der Stadt Bacharach und der Viertäler e. V.
- Gewerkschaft Erziehung und Wissenschaft (GEW)

## Schriften (Auswahl)

### Monographien
- Jesus von Nazareth. Das gesicherte Basiswissen. Kreuz Verlag, Stuttgart 1996, ISBN 3-7831-1449-7.[3]
- Ich weiß doch gar nicht, wie Sterben geht. Tagebuch einer Sterbebegleitung. Gütersloher Verlagshaus, Gütersloh 2000, ISBN 3-579-00926-5 (veröffentlicht unter dem Pseudonym Johannes Roth).
- Jesus von Nazareth. Neu bearbeitete und erweiterte Ausgabe. Kreuz Verlag, Stuttgart 2002, ISBN 3-7831-2147-7.[4]
- (mit Susanne Oberndörfer) Und das Leben bekommt mich zurück. Ein Lesebuch (nicht nur) für Verwitwete. Kreuz Verlag, Stuttgart 2005, ISBN 3-7831-2519-7.[5]
- Religion gemeinsam lernen. Anstoß zu einer überfälligen Reform. Mit einem Beitrag von Ursula Wölfel. Patmos Verlag, Düsseldorf 2009, ISBN 978-3-491-72545-4.[6][7]
- Der rote Doktor. Arzt, Kommunist, Antistalinist, Autor. Joseph Schölmerich (1913–1995). Metropol Verlag, Berlin 2019, ISBN 978-3-86331-494-1.[8][9][10]
- Die Zeitzeugin. Ursula Rumin (1923–2017). Books on Demand, Norderstedt 2022, ISBN 978-3-7562-7701-8.
- Der fahrende Poet. Hanns Dieter Hüsch (1925–2005). Mit einem Vorwort von Konstantin Wecker. Books on Demand, Norderstedt 2022, ISBN 978-3-7562-5810-9.[11]

### Artikel in Sammelwerken
- Plädoyer für ein Pflichtfach Ethik/Religionskunde. In: Grundschule aktuell. Zeitschrift des Grundschulverbandes (s. Einzelnachweise), Mai 2011, S. 16–19.
- Regionalhistorische Recherchen zum Rabbi von Bacherach. In: Heine Jahrbuch 2018. Herausgegeben von Sabine Brenner-Wilczek. Heinrich-Heine-Institut Düsseldorf, 57. Jahrgang. Metzler Verlag, Stuttgart 2018, S. 37–47.
- Der rote Doktor. Ein Werkstattbericht. In: Gerbergasse 18. Thüringer Vierteljahresschrift für Zeitgeschichte und Politik. Heft 1/2020, S. 8–12.[12]
- Karl Marx und Jenny von Westphalen 1842/43 in Kreuznach. Regionalhistorische Recherchen. In: Marx’ Weg von Bonn nach Paris. Beiträge zur Marx-Engels-Forschung. Neue Folge 2020/21. Argument Verlag, Hamburg 2022, S. 117–132.

### Regionalhistorische Recherchen
- Ein pietistischer Theologe und Pädagoge aus Oberdiebach schreibt einen Bestseller. Über den Radikalpietisten Johann Henrich Reitz (1655–1720). In: Heimatblätter zur Geschichte der Stadt Bacharach und der Viertäler e. V. April 2014, S. 7–9.
- Der Pfarrer, der nie ein Mann der Kirche sein wollte. Über den radikalen „Deutschen Christen“ Karl Dungs. Kleine Schriftenreihe Nr. 31. Hrsg.: Verein für die Geschichte der Stadt Bacharach und der Viertäler e. V. Bacharach/Bingen 2015, ISBN 978-3-928022-17-0.
- Der Rabbi von Bacherach. Ein Romanfragment von Heinrich Heine. Kleine Schriftenreihe Nr. 34. Hrsg.: Verein für die Geschichte der Stadt Bacharach und der Viertäler e. V. Bacharach/Bingen 2018, ISBN 978-3-928022-22-4.
- Dr. Engelmann wird Trauzeuge bei der Hochzeit von Karl Marx und Jenny von Westphalen. In: Heimatblätter zur Geschichte der Stadt Bacharach und der Viertäler e. V. April 2018, S. 4–7.
- Geboren in Bacharach: Der Bildhauer Ulrich Conrad. In: Heimatblätter zur Geschichte der Stadt Bacharach und der Viertäler e. V., Mai 2020, S. 4–11.
- Von Bacharach nach Worpswede. Der Bildhauer Ulrich Conrad. Kleine Schriftenreihe Nr. 37. Hrsg.: Verein für die Geschichte der Stadt Bacharach und der Viertäler e. V., Bacharach 2020, ISBN 978-3-928022-25-5
- Wilhelm Rott (1908–1967). Ein ehemaliger Mitstreiter Dietrich Bonhoeffers engagiert sich für die Georgskapelle in Winzberg. In: Heimatblätter zur Geschichte der Stadt Bacharach und der Viertäler e. V., Oktober 2022, S. 13–18.
- Kurt Gerstein (1905–1945) – Widerstand in SS-Uniform (Teil 1). In: Heimatblätter zur Geschichte der Stadt Bacharach und der Viertäler e. V., April 2025, S. 18–24.